# McLaren MP4/8
Chronologie des modèles (1993)
McLaren MP4/7A McLaren MP4/9
La McLaren MP4/8 est une monoplace conçue par l'ingénieur anglais Neil Oatley et engagée par McLaren Racing pour la saison 1993 de Formule 1. Elle est pilotée par le Brésilien Ayrton Senna, triple champion du monde avec McLaren et le débutant Michael Andretti, fils du Champion du Monde 1978 de Formule 1, Mario Andretti. Elle a permis à Ayrton Senna de remporter cinq courses au cours de cette saison.

## Historique

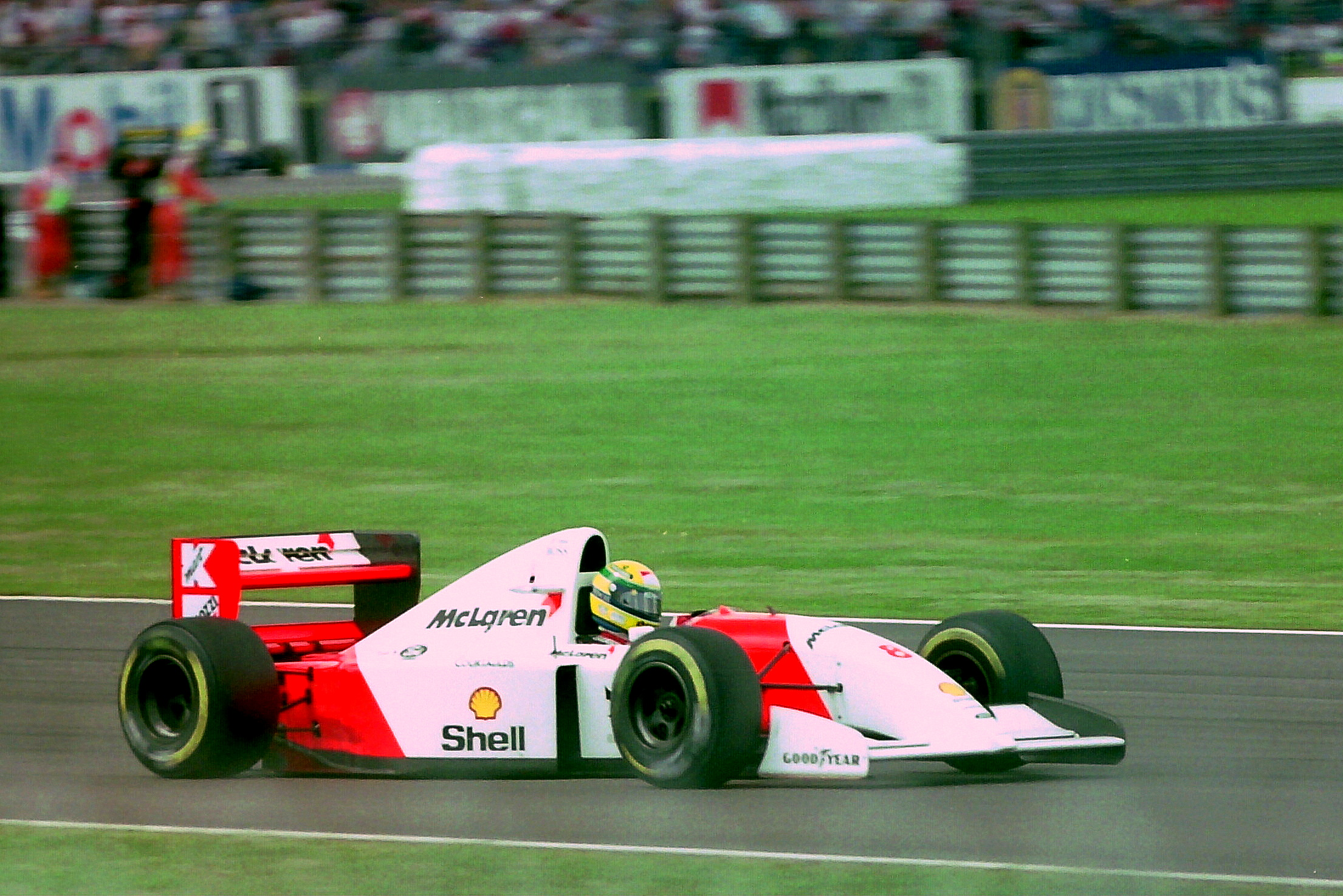
Ayrton Senna durant les essais libre du GP de Grande-Bretagne en 1993 au volant de la MP4/8

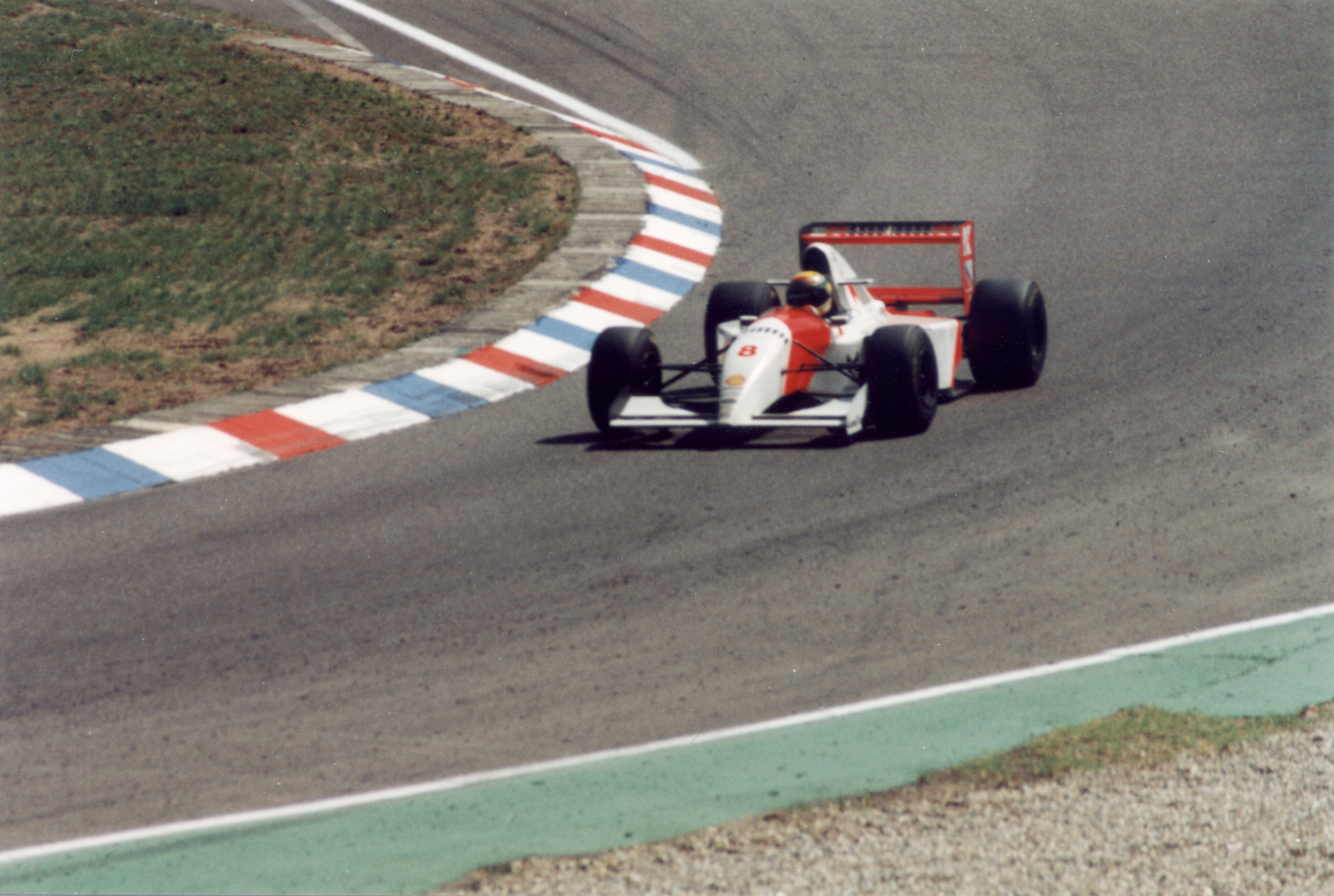
La McLaren MP4/8 d'Ayrton Senna lors du Grand Prix d'Allemagne.

Après le départ du motoriste japonais Honda, Ron Dennis doit se contenter du V8 Ford-Cosworth client HBD7, qui ne peut rivaliser avec les V10 Renault RS5 qui motorisent les Williams. Par ailleurs, Senna a demandé un contrat course-par-course d'un million de dollars par Grand Prix à Ron Dennis.
Si Alain Prost dispose d'une Williams FW15C très performante, Senna mène néanmoins le championnat en début de saison. Plus tard Prost prend les devants et Senna échoue à la deuxième place du championnat des pilotes. Il remporte les deux dernières courses de la saison après le sacre de Prost. Au total, le Brésilien remporte cinq courses dont une magnifique victoire lors du Grand Prix d'Europe 1993 où Prost, classé troisième, termine à un tour de lui. Ces victoires permettent à Senna et McLaren de monter sur la deuxième marche du podium au classement final, derrière Prost et Williams.
Andretti, tout juste sacré champion de CART, n'a jamais testé de Formule 1 sur sol mouillé et ignore certaines innovations techniques comme le contrôle de traction et la suspension active, inconnues du CART. Il accumule les abandons et après avoir terminé troisième en Italie, est remplacé par le jeune Finlandais Mika Häkkinen pour les trois dernières manches de la saison. Il finit troisième au Japon.

## McLaren MP4/8B
Le 28 septembre 1993, sur le circuit d'Estoril, la McLaren MP4/8B, une test-car dérivée de la MP4/8, effectue son unique test de roulage pour permettre à McLaren de juger le moteur Lamborghini que l'écurie envisage d'utiliser pour la fin de la saison 1993. Pour des raisons contractuelles, McLaren n'utilisera pas le V12 italien, bien qu'il ait donné entière satisfaction à Ayrton Senna.
Lamborghini espérait néanmoins conclure un accord de fourniture moteur pour la saison 1994, mais McLaren signe finalement avec Peugeot.

## Résultats en championnat du monde de Formule 1
| Saison | Écurie           | Moteur                | Pneus    | Pilotes          | Courses | Courses | Courses | Courses | Courses | Courses | Courses | Courses | Courses | Courses | Courses | Courses | Courses | Courses | Courses | Courses | Points inscrits | Classement |
| Saison | Écurie           | Moteur                | Pneus    | Pilotes          | 1       | 2       | 3       | 4       | 5       | 6       | 7       | 8       | 9       | 10      | 11      | 12      | 13      | 14      | 15      | 16      | Points inscrits | Classement |
| ------ | ---------------- | --------------------- | -------- | ---------------- | ------- | ------- | ------- | ------- | ------- | ------- | ------- | ------- | ------- | ------- | ------- | ------- | ------- | ------- | ------- | ------- | --------------- | ---------- |
| 1993   | Marlboro McLaren | Ford-Cosworth HBD7 V8 | Goodyear |                  | AFS     | BRÉ     | EUR     | SMR     | ESP     | MON     | CAN     | FRA     | GBR     | ALL     | HON     | BEL     | ITA     | POR     | JAP     | AUS     | 84              | 2e         |
| 1993   | Marlboro McLaren | Ford-Cosworth HBD7 V8 | Goodyear | Michael Andretti | Abd     | Abd     | Abd     | Abd     | 5e      | 8e      | 14e     | 6e      | Abd     | Abd     | Abd     | 8e      | 3e      |         |         |         | 84              | 2e         |
| 1993   | Marlboro McLaren | Ford-Cosworth HBD7 V8 | Goodyear | Mika Häkkinen    |         |         |         |         |         |         |         |         |         |         |         |         |         | Abd     | 3e      | Abd     | 84              | 2e         |
| 1993   | Marlboro McLaren | Ford-Cosworth HBD7 V8 | Goodyear | Ayrton Senna     | 2e      | 1er     | 1er     | Abd     | 2e      | 1er     | 18e     | 4e      | 5e      | 4e      | Abd     | 4e      | Abd     | Abd     | 1er     | 1er     | 84              | 2e         |

Légende : ici 